# Мёнсова
Мёнсова (пол. Miąsowa) — село в Польше, входит в гмину Собкув Енджеювского повята Свентокшиского воеводства.

| Oсновная местность | Идентификатор местности | Название местности | Род местности   |
| ------------------ | ----------------------- | ------------------ | --------------- |
| Мёнсова            | 0270403                 | Хабасув            | часть местности |
| Мёнсова            | 0270410                 | Кайтанув           | часть местности |
| Мёнсова            | 0270426                 | Липувка            | часть местности |
| Мёнсова            | 0270432                 | Пецькелув          | гамлет          |

## Школа
С 25 октября 1997 здесь действует Коллектив Образовательных Учреждений (начальная школа и гимназия; сокращенно ЗПО Мёнсова). С 2 января 2000 года в школе расположен гимнастический зал. Это занимают площадь 2650 м². Раньше ребята учились в старой школе, которая теперь не существует. Мёнсова, вероятно, получила её в дар от жены помещика Яскуловского.